# 누군가의 시선
《누군가의 시선》(だれかのまなざし)은 신카이 마코토 원작, 감독의 일본 아니메 단편 영화이다. 2013년 2월 10일 도쿄 국제 포럼에서 초연되었으며, 신카이 감독의 영화 《언어의 정원》의 2013년 5월 31일 일본 초연에서도 함께 상영되었다. 이후 2013년 9월부터 2014년 1월까지 유튜브에 업로드되었다. 《누군가의 시선》은 갓 독립한 여인의 성숙과 그녀의 아버지와의 관계 변화를 다루는 근미래의 이야기이다. 이야기는 가족의 회상 및 여인과 아버지가 가족의 고양이를 두고 이어지는 것을 통해 전개된다.
영화는 코믹스 웨이브 필름, NEST, TYO M1 프로덕션 및 Answer Studio Co., Ltd.의 합작으로 제작되었다. 성우로는 히라노 후미(平野文), 하나무라 사토미, 오가와 신지(小川真司) 등이 참여했다. 히라노 성우의 내레이션은 신카이 감독의 영화 구성에 필수적이었다. 다른 주요 스태프로는 타이가 마코토, 스즈키 미호, 탄지 타쿠미 등이 있다. 마츠우라 아키히사가 음악감독을, 카즈사(和紗)가 젊은 세대를 위한 테마송, 《소레데이이요》(それでいいよ, 그래도 괜찮아)의 작곡, 작사를 담당했다. 온라인상의 반응은 대체로 감동적이고 미술이 생기가 넘친다는 호평이었지만, 짧은 길이에는 부정적이었다. 영화는 특히 시간의 흐름에 따른 가족의 변화가 가족에 주는 영향을 받은 중장년층 관객에 의해서는 "매우 감성적"이라 평가받는다.

## 줄거리
근미래를 배경으로, 이야기는 갓 독립한 딸 오카무라 아야(岡村綾), 그녀의 부모, 그리고 그들의 애완 고양이 미(ミ一)에 대해 다룬다. 아야는 최근에 직장을 얻어 분가했으며, 그녀의 아버지 코지(浩司)는 아야의 어머니 미나코(美菜子)가 해외에서 근무하고 있는 동안 홀로 고양이와 같이 지낸다. 미는 늙은 고양이로, 새끼 때 아야의 아버지가 어린 딸이 어머니의 부재를 이겨낼 수 있도록 데려왔으며, 지금은 건강이 좋지 않다. 이야기는 고양이의 시선에서 서술된다.
이야기는 아야가 직장에서 힘겨운 하루를 보내고 돌아오면서 시작된다. 침대에 몸을 눕히자마자, 그녀는 같이 저녁을 먹으려 하는 아버지에게서 온 전화를 받게 된다; 하지만, 그녀는 아직도 회사에 있다는 거짓말과 함께 거절한다. 이후 내레이션이 아야의 유년기와 가정의 생활을 회상하면서, 그녀의 성장과 독립으로 인해 그녀와, 외롭지만 그녀를 보며 행복해하는 그녀의 아버지 사이가 얼마나 거리를 두게 되었는지를 곱씹는다. 그날 밤, 아야는 그녀의 아버지에게서 온 전화를 받으며 일어난다. 미가 죽었다는 소식을 듣고, 그녀는 그녀의 아버지를 방문해 함께 점심을 먹으며 들이 가까워짐을 느끼게 된다. 아야는 나중에 아버지가 새로 산 고양이를 보러 다시 방문한다. 그때, 그녀의 어머니가 초인종을 울리고 가족은 다시 모이며 행복해한다.

## 제작

가족 유대의 중요성이 영화의 핵심 주제다.

《누군가의 시선》은 《별의 목소리》와 《초속 5센티미터》를 감독한 신카이 마코토가 원작 및 감독을 맡았다. 코믹스 웨이브 필름, NEST, TYO M1 프로덕션 및 Answer Studio Co., Ltd.의 합작으로 제작되었다. 조감독은 타이가 마코토, 애니메이션과 캐릭터 디자인은 스즈키 미호, 작화감독은 탄지 타쿠미였으며, 테마송 《소레데이이요》(それでいいよ, 그래도 괜찮아)는 싱어송라이터 카즈사(和紗)가 연주했다. 신카이 감독은 카즈사를 테마송 연주자로 고른 것은 그녀가 영화의 테마에 맞는, "젊은 사람들에게 다가갈 수 있는 종류의 음악"이 가능하기 때문이라고 언급했다. 성우로는 히라노 후미(平野文)가 미 역으로, 하나무라 사토미가 오카무라 아야 역으로, 오가와 신지(小川真司)가 오카무라 코지 역으로 등장한다. 영화는 6분 40초 길이의 단편 영화이다.
이 단편 영화는 노무라 부동산 그룹의 도쿄 국제 포럼에서의 전람회인, "프라우드 박스 감사제(プラウドボックス感謝祭)"를 위한 지원을 받으며 제작되었다. 신카이 감독에 따르면, 프로젝트에 있어 가장 큰 어려움은 애니메이션을 두 주요 테마: 가족의 결합 및 미래를 다루면서 짧고도 재미있게 만드는 것이었다. 등장인물의 배경과 성격에 대한 통찰을 담은 히라노 성우의 내레이션은 신카이 감독의 영화 구성에 도움이 되었다.

## 공개
《누군가의 시선》은 신카이 감독의 공식 웹사이트에서 2013년 1월 10일에 제작이 공개되었다. 1월 23일, 노무라 부동산 그룹이 예고편을 스트리밍했으며, "프라우드 박스 감사제" 중의 2월 10일에 단편 영화를 상영할 계획을 공개했다. 2013년 5월 22일, 신카이 감독은 트위터에서 2013년 5월 31일의 《언어의 정원》 일본 초연에 《누군가의 시선》도 포함될 거라고 언급했다.
2013년 9월 5일에 영화 전체가 노무라 부동산 그룹의 유튜브 ProudChannel에 업로드되었으며, 9월 9일부터 스트리밍이 시작되었다. 원래 2014년 1월 12일에 삭제될 예정이었으나, 1월 21일까지 남게 되었다. 공개된 4달 동안 745,000뷰 이상을 기록했다.